# Aeropuerto de Red Lake
El Aeropuerto de Red Lake (del inglés: Red Lake Airport) (IATA: YRL, OACI: CYRL) está ubicado a 3 MN (5.6 km; 3.5 mi) al norte de Red Lake, Ontario, Canadá.
Este aeropuerto es clasificado por NAV CANADA como un puerto de entrada y es servido por la Canada Border Services Agency. Los oficiales de la CBSA pueden atender aviones de hasta 15 pasajeros.

## Aerolíneas y destinos
- Bearskin Airlines
  - Dryden / Aeropuerto Regional de Dryden
  - Sioux Lookout / Aeropuerto de Sioux Lookout
  - Thunder Bay / Aeropuerto Internacional de Thunder Bay
  - Winnipeg / Aeropuerto Internacional de Winnipeg-Armstrong